# Монтемурло
Монтему̀рло (на италиански: Montemurlo) е град и община в Централна Италия, провинция Прато, регион Тоскана. Разположен е на 73 m надморска височина. Населението на общината е 18 719 души (към 2018 г.).